# رايموند براونيل
رايموند براونيل (بالإنجليزية: Raymond Brownell)‏ هو طيار أسترالي، ولد في 17 مايو 1894 في New Town, Tasmania ‏ في أستراليا، وتوفي في 12 أبريل 1974 في سوبياكو ‏ في أستراليا.